# Schattenhalb
Schattenhalb ist eine politische Gemeinde im Verwaltungskreis Interlaken-Oberhasli des Kantons Bern in der Schweiz. 

## Geschichte
Die Gemeinde Schattenhalb wurde 1834 aus den fünf Bäuerten Falchern, Geissholz, Lugen, Schwendi und Willigen, der Landschaft Hasli geschaffen. Im Gemeindewappen sind diese mit fünf Sternen vertreten. Schwendi ist heute keine Bäuert mehr. Der Name Schattenhalb bezieht sich auf den auf der Schattenseite gelegenen Berghang südlich von Meiringen. Zur Gemeinde gehört auch der Ortsteil Reichenbach bei Meiringen.

## Bevölkerung
| Bevölkerungsentwicklung | Bevölkerungsentwicklung | Bevölkerungsentwicklung | Bevölkerungsentwicklung | Bevölkerungsentwicklung | Bevölkerungsentwicklung | Bevölkerungsentwicklung | Bevölkerungsentwicklung | Bevölkerungsentwicklung | Bevölkerungsentwicklung | Bevölkerungsentwicklung | Bevölkerungsentwicklung | Bevölkerungsentwicklung |
| ----------------------- | ----------------------- | ----------------------- | ----------------------- | ----------------------- | ----------------------- | ----------------------- | ----------------------- | ----------------------- | ----------------------- | ----------------------- | ----------------------- | ----------------------- |
| Jahr                    | 1850                    | 1880                    | 1900                    | 1930                    | 1950                    | 1960                    | 1970                    | 1980                    | 1990                    | 2000                    | 2010                    | 2023                    |
| Einwohner               | 767                     | 850                     | 772                     | 864                     | 954                     | 888                     | 830                     | 754                     | 706                     | 574                     | 592                     | 569                     |

## Geographie
Schattenhalb liegt im Berner Oberland im Haslital, wo die Aare ihren Anfang hinter Innertkirchen bei Guttannen nimmt. Die Nachbargemeinden von Norden beginnend im Uhrzeigersinn sind Meiringen, Innertkirchen und Grindelwald (11 Kilometer Luftlinie). 
Der höchste Berg ist das Wellhorn auf der südwestlichen Gemeindegrenze mit 3191 m ü. M. Auf dem Gemeindegebiet liegen die Privatalpen Rosenlaui/Schönenbühl und Seili sowie die Genossenschaftsalpen Grindel und Kaltenbrunnen. Neben diesen Käsealpen gibt es die Ziegenalp Burgalp. Die Alp Grindel besteht aus den drei Stafeln Gschwantenmad (unterste Stafel), Mettlen und Chrüteren (mittlere) und Grindelfeld (oberste).
Teilweise auf Gemeindegebiet liegt der Rosenlauigletscher. Unterhalb dieses Gletschers befindet sich die Gletscherschlucht Rosenlaui, eine Touristenattraktion, welche vom Tal her durch das Reichenbachtal zu erreichen ist.

## Politik
Es existiert lediglich eine Gemischte Gemeinde mit diesem Namen. Eine eigene Kirchgemeinde besteht nicht. Gemeindepräsident ist Hannes Kohler (Stand Januar 2025).

## Wirtschaft
Haupterwerb war bis ins 20. Jahrhundert die Alp- und Viehwirtschaft (Rinder-, Pferdezucht, Alpkäserei) mit Heimbetrieben im Tal und privaten und genossenschaftlichen Alpen.
BKW Energie betreibt am Reichenbach das Kraftwerk Schattenhalb (Schattenhalb 1 und 3).

## Tourismus und Sehenswürdigkeiten

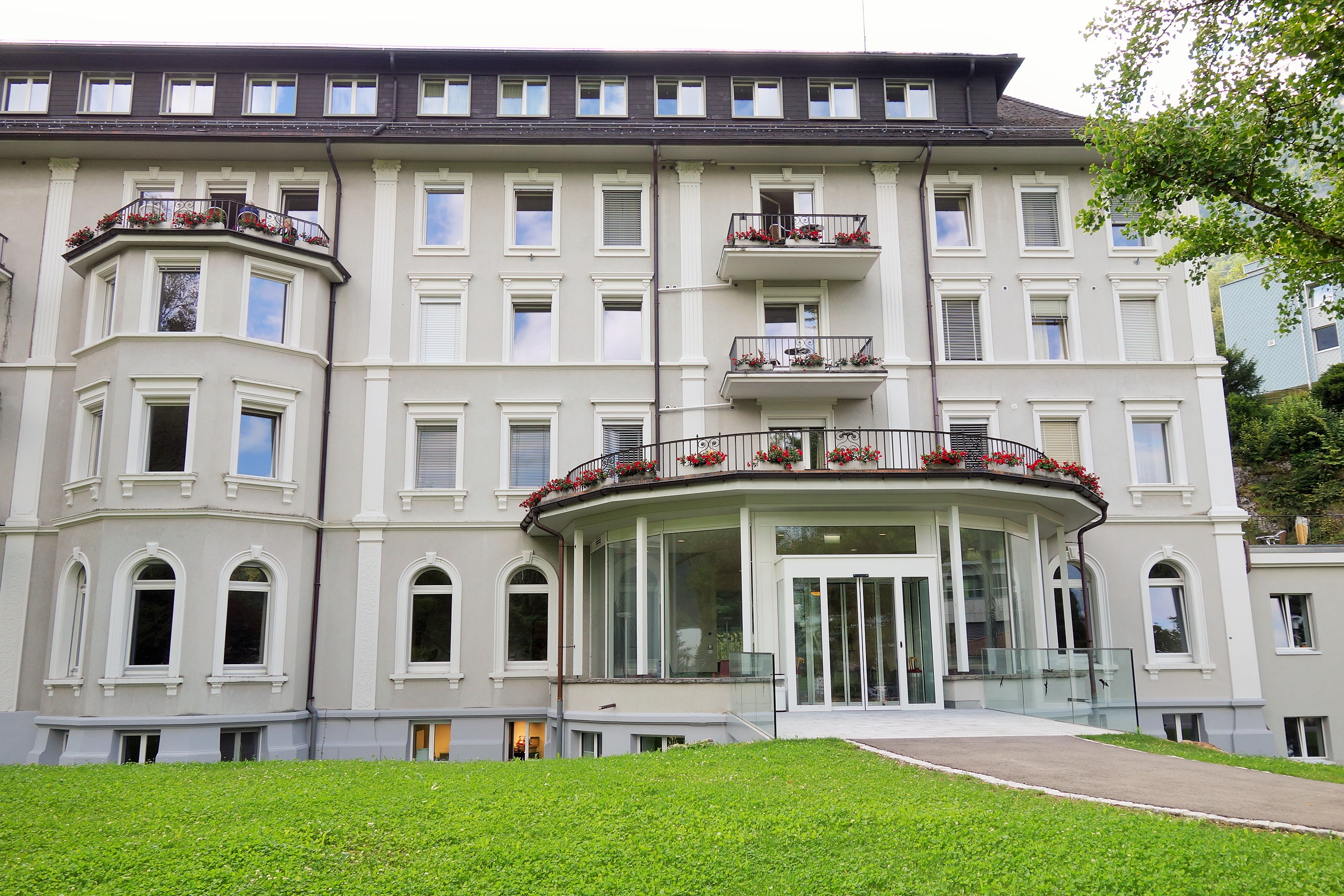
Ehemaliges «Hotel des Alpes»

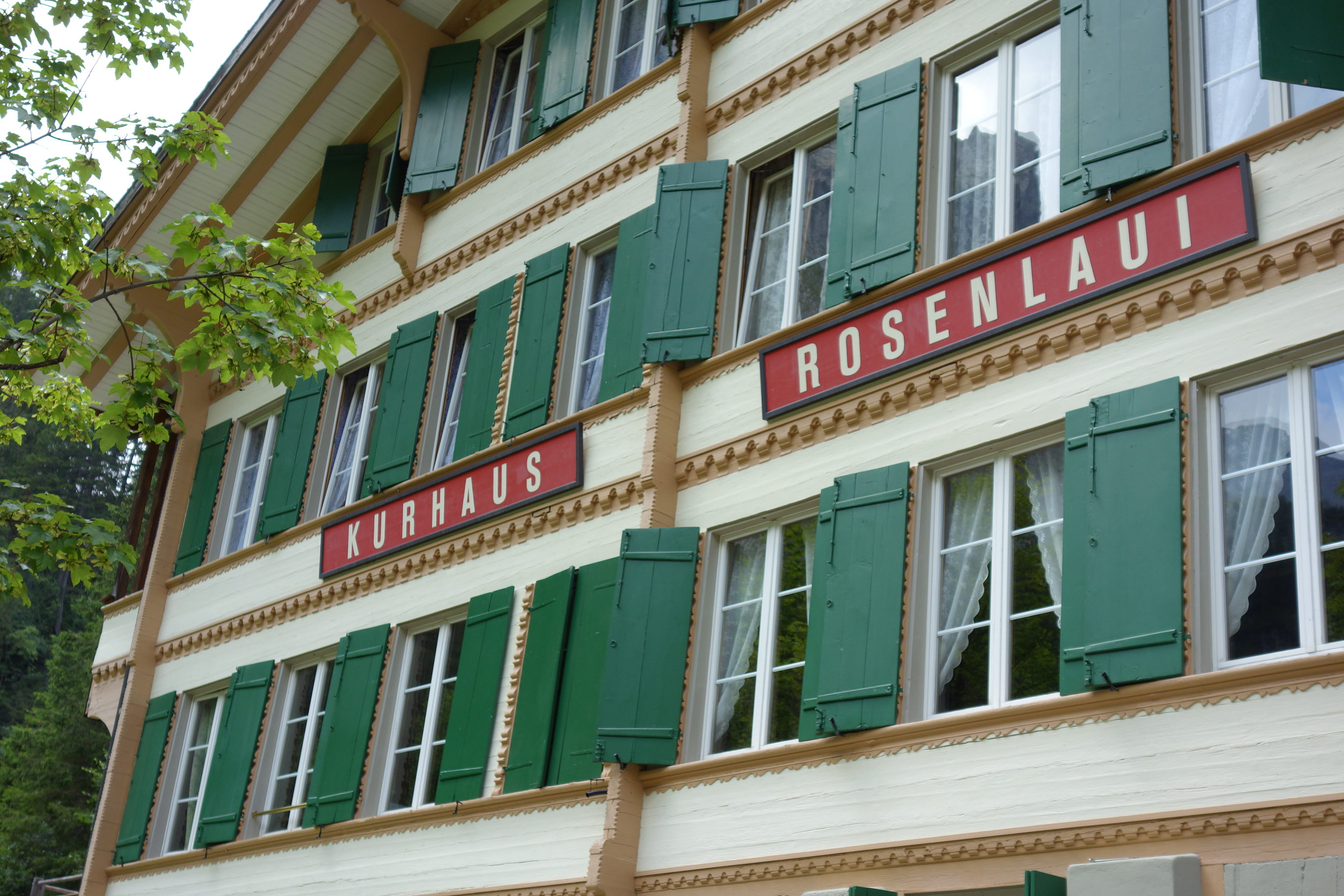
Kurhotel «Rosenlaui»

In Schattenhalb gibt es eine alte Tourismus-Tradition. Das Willigerbad (später Reichenbachbad) im Ortsteil Reichenbach wurde 1509 erstmals erwähnt. Es besitzt die einzige Thermalquelle im Kanton Bern und erhielt 1681 die Konzession zum Betrieb des Bades. Daneben entstand 1862 das «Hotel des Alpes», das später zum «Hotel Reichenbach» wurde und heute die Privatklinik Meiringen beherbergt. Das Reichenbachtal mit dem Bad Rosenlaui, der Rosenlauischlucht und dem Übergang über die Grosse Scheidegg wurde Ende des 18. Jahrhunderts zur Tourismusdestination auf der sogenannten «Schweizerreise» der Grand Tour. 1899 wurde die Reichenbachfall-Bahn eröffnet. 1912 erhielt die Reichenbachfall-Bahn mit der Trambahn Meiringen-Reichenbach-Aareschlucht einen direkten Anschluss an den Bahnhof der Brünigbahn in Meiringen. Der Anschluss bestand bis 1956.
Das Bergsteiger- und Wandergebiet ist seit 2007 Teil des UNESCO-Welterbes Jungfrau-Aletsch. Im September findet auf der Alp Gschwantenmad die traditionelle Chästeilet statt.
Schattenhalb besitzt vor allem in der Kernsiedlung Willigen zahlreiche gut erhaltene, wertvolle Einzelbauten und Gebäudegruppen aus vier Jahrhunderten. Drei Rundgänge führen an diesen traditionellen Wohn- und Bauernhäusern des Berner Oberlandes und weiteren Sehenswürdigkeiten vorbei.
Die 2016 neu gegründete Stiftung «Kraft & Wasser Schattenhalb» konnte das 2010 abgeschaltete Werk Schattenhalb 2 mit den historischen Turbinen übernehmen und will es für das touristische Angebot der Region erschliessen.

## Persönlichkeiten
- Evelyne Binsack (* 1967), Extrem-Bergsteigerin, wohnt in Schattenhalb
- Christoph Blocher (* 1940), alt Bundesrat, heimatberechtigt in Schattenhalb
- Simon Sulzer (1508–1585), Reformator, geboren in Schattenhalb
- Raphael Urweider (* 1974), Schriftsteller, in Schattenhalb aufgewachsen
- Kaspar Willi (1935–2014), Bergführer und ehemaliger Gemeindeschreiber, Autor des Buches Schattenhalb